# 11 (Bryan Adams album)
11 er Bryan Adams tiende studiealbum, og blev udgivet den 17. marts 2008. Albummet blev produceret af Adams og Robert John "Mutt" Lange.

## Spornummer
| Nr.           | Titel                                     | Længde |
| ------------- | ----------------------------------------- | ------ |
| 1.            | "Tonight We Have the Stars"               | 4:05   |
| 2.            | "I Thought I'd Seen Everything"           | 5:07   |
| 3.            | "I Ain't Losin' the Fight"                | 3:56   |
| 4.            | "Oxygen"                                  | 3:35   |
| 5.            | "We Found What We Were Looking For"       | 3:38   |
| 6.            | "Broken Wings"                            | 3:37   |
| 7.            | "Somethin' to Believe In"                 | 4:01   |
| 8.            | "Mysterious Ways"                         | 4:28   |
| 9.            | "She's Got a Way"                         | 4:41   |
| 10.           | "Flower Grown Wild"                       | 3:53   |
| 11.           | "Walk On By"                              | 2:53   |
| 12.           | "Way of the World (UK/Japan Bonus Track)" | 3:18   |
| 13.           | "Miss America (iTunes/Single Track)"      | 3:57   |
| Total længde: | Total længde:                             | 51:09  |